# Orientalizmus (könyv)
Az Orientalizmus Edward Said palesztin származású amerikai író műve, amelyet először 1978-ban adtak ki. A könyvben Said újradefiniálja az "orientalizmus" fogalmát, amely nagy hatást gyakorolt az orientalista diskurzusra, és heves vitákat váltott ki, sokak szerint ez a mű szolgált alapötletéül a posztkolonializmus diszciplínájának. Számos nyelvre lefordították, köztük franciára, törökre, arabra, spanyolra, olaszra, japánra, katalánra. Magyarul 2000-ben jelent meg az Európa Könyvkiadónál.

## Az Orientalizmus alapgondolata
Az orientalizmus Said szerint, egy nagy múltra visszatekintő hagyomány, amely a keletiekről nyugaton kialakult képre alapozva a keletiekkel való bánásmódot foglalja rendszerbe. A Kelet szervesen beépült a Nyugat anyagi civilizációjába. Az orientalizmus ennek a kifejeződése, amely az idők során kialakította saját intézményi hátterét. Azonban az orientalizmus szó alatt Said több mindent ért, amely fogalmak szoros összefüggésben állnak.

## A könyv lényeges elemei
Az Orientalizmus 1978-as megjelenése után az elkövetkezendő húsz-huszonöt évben mintegy hatvan recenzió jelent meg csak Angliában és az USA-ban. A mű egy Bevezetőből és három hosszú fejeztből áll. A Bevezetőben fejti ki a munka vezérgondolatát: a Kelet nem "an inert fact of nature", ahogyan a Nyugat sem, hanem, idézi Vico gondolatát, földrajzilag, kulturálisan és történetileg valami "man-made". "Az orientalizmus tehát nem egyéb, mint a Kelet meghódítását, átformálását és a felette való uralom megszerzését célul kitűző nyugati viselkedésminta." Said alapvetően a Michel Foucaulttól és Antonio Gramscitól származó diskurzusról vallott vezérgondolatokból építkezik az "orientalizmus" kidolgozása során. E gondolat három alapvetésből tevődik össze:
1. a szorosan vett "tudományos" orientalisztika, a keleti stúdiumok – filológia, nyelvészeti, történeti stb. – művelése,
2. a költők, írók, filozófusok, politikai gondolkodók és a gyarmati tisztviselők Kelet-népe Aiszkhülosztól Marxig és tovább
3. a 18. sz. végétől a Keletről való gondolkodás számos intézményben művelt és terjesztett legtágabb módja
Az orientalizmusnak ez a tág meghatározása teszi lehetővé az imperializmus/gyarmatosító kapitalista Nyugat és Kelet (alapvetően a muszlim Közel-Kelet) túlpolitizált, ideológiai kapcsolatát, amelyen belül a szorosan vett tudományos orientalisztika csak néhány (politikailag elkötelezett) szereplőre redukálódik. Nyilvánvaló, hogy ez az állítás adta a legnagyobb felületet a Said orientalizmus-felfogásának bírálataihoz.
A legfontosabb volt a posztstrukturalizmus vagy posztmodernizmus szálláscsinálójának, Foucault-nak a hatása, különösen annak a hatalom és tudás elválaszthatatlan összefüggéseire és a társadalmi diskurzusra vonatkozó elemzése. Az előbbit a Felügyelet és büntetés c. munkájában így jellemzi Michel Foucault:
„Ismerjük el, hogy a hatalom kitermeli a tudást (és nem egyszerűen azért részesíti előnyben, mivel a tudás kiszolgálja vagy mert hasznosságánál fogva alkalmazza), hogy hatalom és tudás közvetlenül feltételezi egymást, hogy nincs hatalmi viszony anélkül, hogy ne képződne a tudás korrektív területe, s nincs olyan tudás sem, amely ne feltételezne, egyszersmind ne képezne hatalmi viszonyokat)”
1994 után Arafat indexre tette Edward Said Palesztinával kapcsolatos műveit, noha ő maga az Orientalizmus mellett a The Question of Palestine (1979) és a Covering Islam. How the Media and the Experts Determine How We See the Rest of the World (1981) munkáit tartotta fontosnak, utólag kiderült, hogy az Orientalizmus és a Culture and Imprerialism (1993) bizonyultak igazán hatásos és időtálló műveknek. Az előbbi a 20. század utolsó két évtizedének egyik emblematikus műve lett. Ahogy R. Irwin mondta: "Az Orientalizmus nem a keleti stúdiumok története, hanem a hatalom és a tudás viszonyának bizonyos vonatkozásairól szóló rendkívül szelektív polémia" A lényeg tehát a polémia a kivételt nem ismerő negatív bírálat és nem az objektív elemzés, és ezt bizonyítja az a tény is, hogy noha a könyvről megjelent alapos bírálatokban számos lényeges hibát mutattak ki, ennek ellenére a szerző a további kiadásokban egyetlen nyilvánvaló hibát sem javított ki, ám továbbra is fenntartotta minden ellenvetését.
Said láthatóan sietve és egyhuzamban vetette papírra- ez magyarázza a sok ismétlést és azt, hogy számos adatának és állításának nem nézett utána, s így rengeteg hiba maradt a könyvben. Egyes bírálatok kifogásolták a "hatásvadász módon írt zsargon"-t, ami a posztmodern subaltern szerzőkre, Said hű követőire, Gayatri Spivakra, Homi Bhabhára és másokra lesz később különösen jellemző.

## Kritikák

### Bernard Lewis
A könyvnek szinte minden pontját rengeteg kritika érte, Said az orientalizmus diszciplínáját az imperialista politikával, a Nyugat hatalmi érdekeivel kapcsolat össze, Lewist tartva az orientalista kaszt szóvivőjének. Lewis pontról pontra megcáfolta az általa "első számú antiorientalistának" nevezett Said állítsait. A vita – amelyben egyik fél sem volt mentes a felszínességtől és a kiragadott példák alapján történt általánosításoktól – Lewis és Said között az utóbbi 2003-ban bekövetkezett haláláig sem csitult. Lewis egy, az orientalizmus első kiadása után másfél évtizeddel megjelent könyve egy részét Said bírálatának szentelte, Said pedig könyve két év múlva megjelent kiadásához írt utószavában sok oldalon át bírálta Lewist. A vita a szakértők táborít is rendkívüli módon megosztotta, egyesek kimondottan "pro-Said" és "pro-Lewis" táborokról beszélnek.

### Roger Scruton
Edward Said az „orientalizmus” kifejezést annak a lekicsinylő és lekezelő hozzáállásnak a jelölésére alkotta meg, amelyet keleti civilizációkkal szemben minden nyugati ábrázolási kísérletben felismerni vélt. Said szerint nyugati szemmel a Kelet a ködös tunyaság és a hóbortos álmodozás világaként jelenik meg, a nyugati értékekben tükröződő energia vagy iparkodás nélkül, ezért el van vágva az anyagi és intellektuális siker forrásaitól. A Kelet a „Másik”, amelynek homályos üvegében a nyugati gyarmatosító betolakodó semmi mást nem pillanthat meg saját ragyogó ábrázatán kívül.
Said emelkedett és kiváló prózában fejti ki tézisét, de egyben módszeresen megválogatott idézetekkel operál, amelyek a Kelet és a Nyugat találkozásainak nagyon szűk szeletét érintik. És miközben megvetéssel illeti a Kelet nyugati ábrázolásait, nem fárasztja magát azzal, hogy megvizsgálja a Nyugat keleti ábrázolásait, vagy hogy bármifajta összehasonlítást tegyen, amikor arról lenne szó, ki volt méltánytalan kivel. 
Edward Said olyan tudományos hagyományt támadott meg, amely jogosan tarthat igényt arra, hogy a nyugati civilizáció egyik valódi morális teljesítményének tartsák. A felvilágosodás orientalista tudósai olyan műveket hoztak létre és ösztönöztek, amelyek a nyugati örökség részévé váltak. Ez a tradíció természetesen maga is egyfajta elsajátítás, sőt eltulajdonítás volt – a keleti anyag újraalkotása nyugati perspektívából. De miért is ne tekinthetnénk erre úgy, hogy ezzel megadjuk a kellő tiszteletet a Keletnek, nem pedig degradáljuk? Nem tudnánk elsajátítani mások műveit, ha alapvetően a „Mási- kat” látnánk bennük.
A keleti kultúrák valójában adósai nyugati tanulmányozóiknak. Amikor a 18. században Abd al-Vahháb megalapította az iszlám különösen visszataszító formáját az Arab-félszigeten, elégette a könyveket, és levágta azokat a fejeket, amelyek vele egyet nem értő gondolatokat tartalmaztak, Sir William Jones gyűjtött és lefordított mindent, amit a perzsa és arab költészetből fel tudott lelni, majd Kalkuttába hajózott, ahol bíróként működött, és elindí- totta az indiai nyelvek és kultúra tanulmányozását. A vahabizmus ugyanakkor érkezett Indiába, mint Sir William, és késedelem néllkül megkezdte a muzulmánok radikalizálását, azt a kulturális öngyilkosságot hirdetve, amelyet a jó bíró minden erejével próbált megakadályozni."

## Ellenorientalizmus
Készült egyfajta ellenorientlizmus, amely Saidnál lényegesen objektívebben igyekszik az európai Kelet-kutatást számbavenni, fölmutatva a vitathatatlan értékeket, és finom iróniával próbálja közömbösíteni az orientalizmus inkább politikai és ideológiai, és kevésbé tudományos megközelítését.

## Magyarul
- Orientalizmus. Felsőoktatási tankönyv; ford. Péri Benedek; Európa, Bp., 2000
- Orientalizmus (részlet); in: Magyar Lettre Internationale. 37. szám, 2000. Nyár. Online: itt